# Azeri labdarúgó-válogatott
Az azeri labdarúgó-válogatott Azerbajdzsán nemzeti csapata, amelyet az azeri labdarúgó-szövetség (Azeriül: Azərbaycan Futbol Federasiyaları Assosiasiyası) irányít. A szövetséget 1992-ben alapították. Először az 1996-os Európa-bajnokság selejtezőiben indult. Még egyetlen világ- és Európa-bajnokságra sem sikerült kijutnia.

## A válogatott története

### Korai évek
Az azeri labdarúgó-válogatott első mérkőzéseit Grúzia és Örményország ellen játszotta 1927-ben a kaukázusi bajnokságban. A Szovjetunió tagállamaként nem játszott egyetlen nemzetközi mérkőzést sem.

### 1990-es évek
Az 1991-ben kikiáltott függetlenség után 1993. május 25-én játszották első hivatalos mérkőzésüket, melyen 3–1-re legyőzték Grúziát. A FIFA-hoz és az UEFA-hoz 1994-ben csatlakoztak. Az 1996-os Európa-bajnokság selejtezőiben mutatkoztak be először. A polgárháborús állapotok miatt hazai mérkőzéseiket Törökországban rendezték. A selejtezőkben mindössze 1 pontot szereztek, ráadásul Franciaország ellen 10–0-s vereséget szenvedtek, ami az azeri válogatott történetének legsúlyosabb veresége. Az 1998-as vb és a 2000-es Eb selejtezőiben utolsó, illetve utolsó előtti helyen végeztek a csoportjukban.

### 2000-es évek

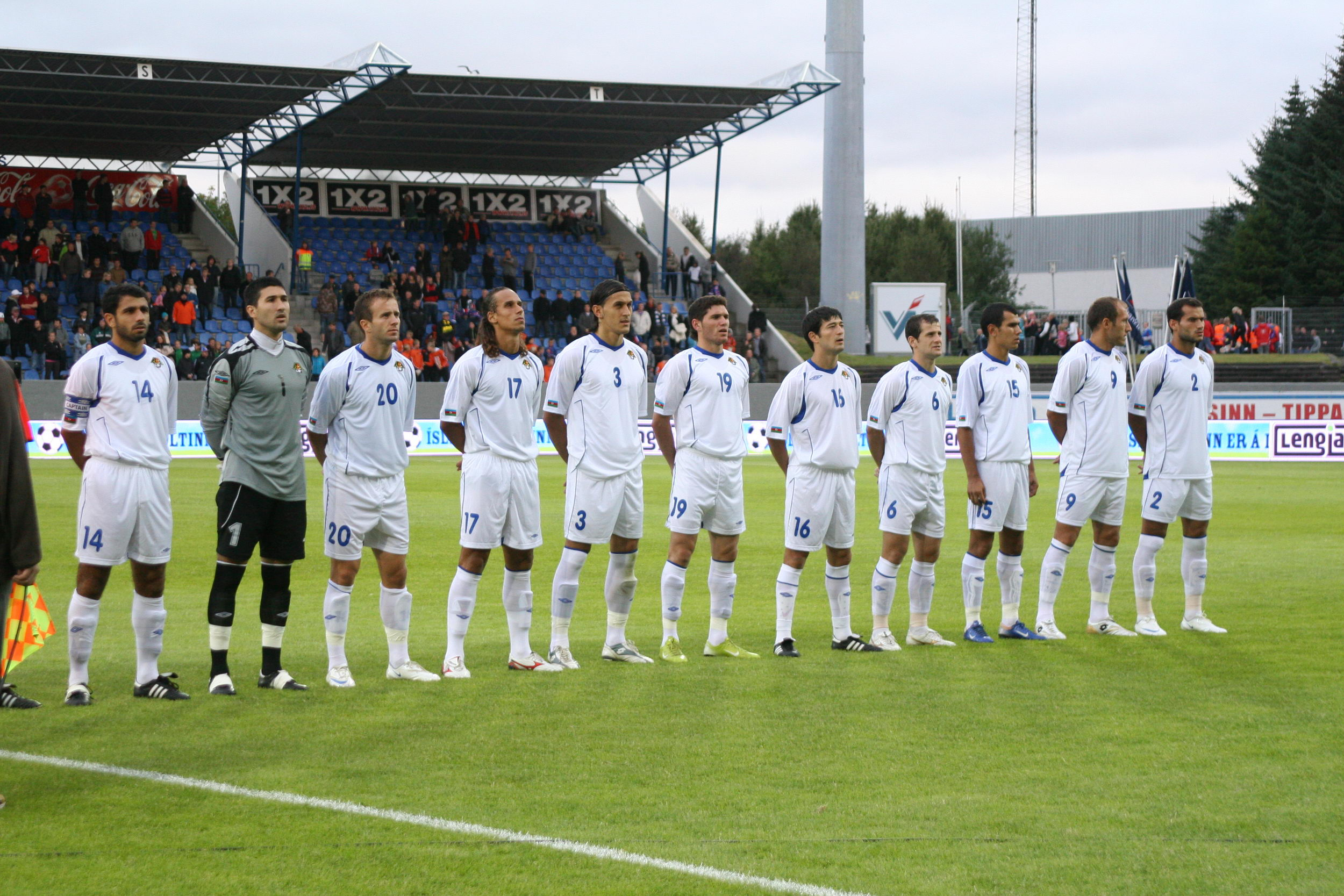
Az azeri válogatott egy Izland elleni mérkőzés előtt 2008-ban

2004 februárjában az 1970-ben világbajnok brazil Carlos Alberto Torres lett a szövetségi kapitány. Az első mérkőzésén a kispadon ülve csapata 6–0-s vereséget szenvedett Izrael ellen. Majd április 28-án megszerezték a válogatott történetének első idegenbeli győzelmét Kazahsztánban (3–2). Torrest 2005 júniusában a Lengyelország ellen 3–0-ra elveszített vb-selejtező után elbocsájtották.
2008 áprilisában a német Berti Vogts lett kinevezve azeri szövetségi kapitánynak. Azerbajdzsán a 2010-es világbajnoki selejtezőcsoport utolsó előtti helyén végzett 5 ponttal, mindössze csak a 2 pontos Liechtensteint sikerült megelőzniük. 2009 novemberében további két évvel hosszabbították meg Berti Vogts szerződését, ezzel ő lett az első szövetségi kapitány az azeri válogatott élén, aki két selejtezősorozatban is irányíthatta a nemzeti csapatot.

### 2010-es évek

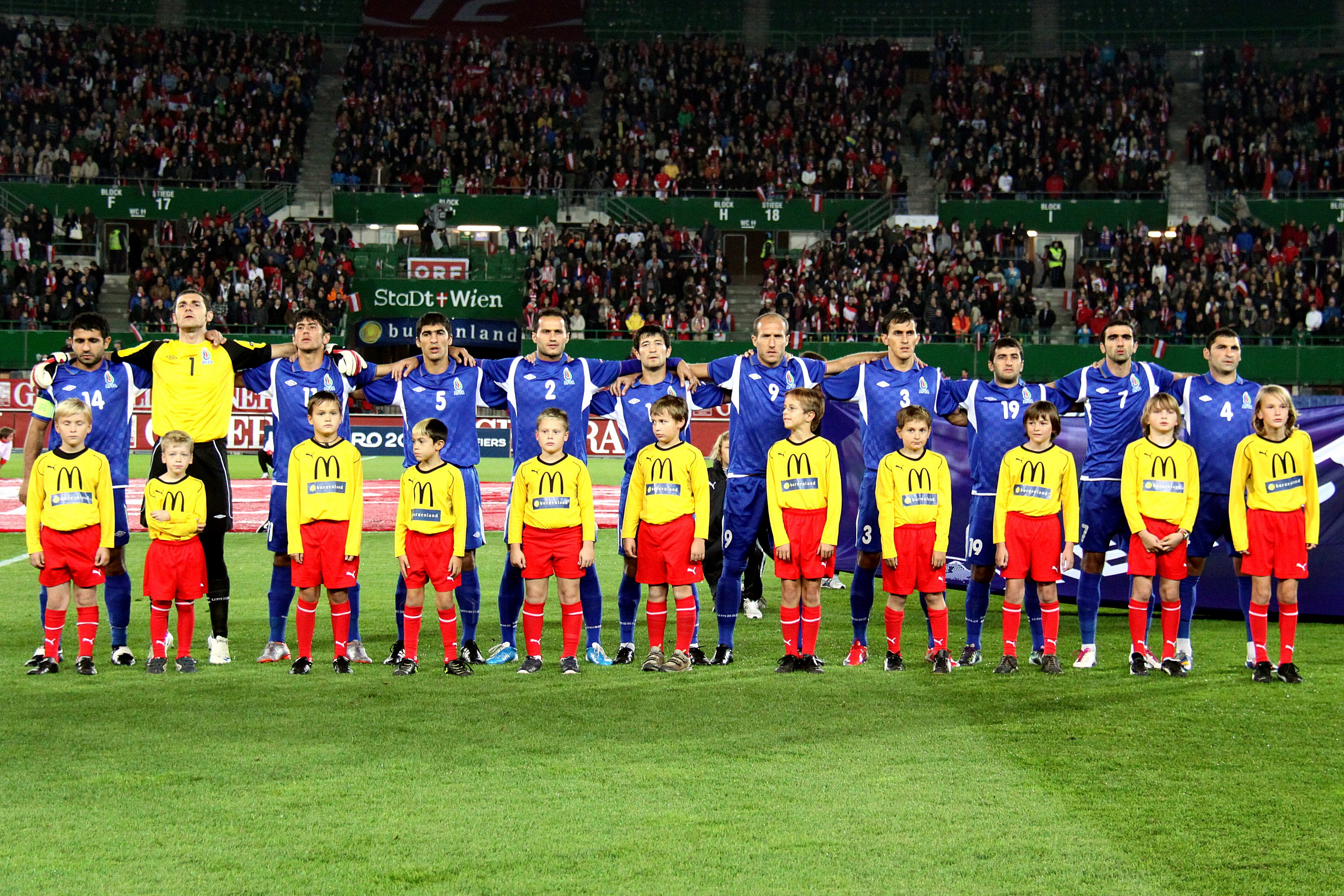
Azeri labdarúgó-válogatott (2010. október 8.)

A 2012-es Európa-bajnokság selejtezőiben a Kazahsztán ellen elszenvedett 2–1-s vereség után három azeri szurkoló a válogatott gyenge teljesítménye miatt rátámadt Vogtsra a sajtótájékoztatón. A történtek ellenére 2011 novemberében újabb kétéves szerződést kötött a német szakvezető az azeri szövetséggel, így a 2014-es világbajnokság selejtezőiben is Vogts irányította a válogatottat.  A Törökország elleni győzelem a FIFA ranglista 90. helyére repítette az azerieket. Ez a pozíció az válogatott eddigi legmagasabb helyezése. A 2016-os Európa-bajnokság selejtezőinek is Vogts vezetésével kezdtek, neki de időközben menesztették.
2014 decemberében a horvát Robert Prosinečkit nevezték ki a szövetségi kapitányi posztra. A 2018-as világbajnoki selejtezőkben 1–0-ra legyőzték Norvégiát.

## Nemzetközi eredmények

### Világbajnokság
| Világbajnokság | Világbajnokság            | Világbajnokság            | Világbajnokság            | Világbajnokság            | Világbajnokság            | Világbajnokság            | Világbajnokság            | Világbajnokság            | Világbajnokság            | Selejtezők                | Selejtezők                | Selejtezők                | Selejtezők                | Selejtezők                | Selejtezők                | Selejtezők                |
| Év             | Eredmény                  | H.                        | M                         | Gy                        | D                         | V                         | G+                        | G–                        | Keret                     | H.                        | M                         | Gy                        | D                         | V                         | G+                        | G–                        |
| -------------- | ------------------------- | ------------------------- | ------------------------- | ------------------------- | ------------------------- | ------------------------- | ------------------------- | ------------------------- | ------------------------- | ------------------------- | ------------------------- | ------------------------- | ------------------------- | ------------------------- | ------------------------- | ------------------------- |
| 1930–1990      | A Szovjetunió része volt. | A Szovjetunió része volt. | A Szovjetunió része volt. | A Szovjetunió része volt. | A Szovjetunió része volt. | A Szovjetunió része volt. | A Szovjetunió része volt. | A Szovjetunió része volt. | A Szovjetunió része volt. | A Szovjetunió része volt. | A Szovjetunió része volt. | A Szovjetunió része volt. | A Szovjetunió része volt. | A Szovjetunió része volt. | A Szovjetunió része volt. | A Szovjetunió része volt. |
| 1994           | nem indult                | nem indult                | nem indult                | nem indult                | nem indult                | nem indult                | nem indult                | nem indult                | nem indult                | nem indult                | nem indult                | nem indult                | nem indult                | nem indult                | nem indult                | nem indult                |
| 1998           | nem jutott ki             | nem jutott ki             | nem jutott ki             | nem jutott ki             | nem jutott ki             | nem jutott ki             | nem jutott ki             | nem jutott ki             | nem jutott ki             | 5.                        | 8                         | 1                         | 0                         | 7                         | 3                         | 22                        |
| 2002           | nem jutott ki             | nem jutott ki             | nem jutott ki             | nem jutott ki             | nem jutott ki             | nem jutott ki             | nem jutott ki             | nem jutott ki             | nem jutott ki             | 6.                        | 10                        | 1                         | 2                         | 7                         | 4                         | 17                        |
| 2006           | nem jutott ki             | nem jutott ki             | nem jutott ki             | nem jutott ki             | nem jutott ki             | nem jutott ki             | nem jutott ki             | nem jutott ki             | nem jutott ki             | 6.                        | 10                        | 0                         | 3                         | 7                         | 1                         | 21                        |
| 2010           | nem jutott ki             | nem jutott ki             | nem jutott ki             | nem jutott ki             | nem jutott ki             | nem jutott ki             | nem jutott ki             | nem jutott ki             | nem jutott ki             | 5.                        | 10                        | 1                         | 2                         | 7                         | 4                         | 14                        |
| 2014           | nem jutott ki             | nem jutott ki             | nem jutott ki             | nem jutott ki             | nem jutott ki             | nem jutott ki             | nem jutott ki             | nem jutott ki             | nem jutott ki             | 4.                        | 10                        | 1                         | 6                         | 3                         | 7                         | 11                        |
| 2018           | nem jutott ki             | nem jutott ki             | nem jutott ki             | nem jutott ki             | nem jutott ki             | nem jutott ki             | nem jutott ki             | nem jutott ki             | nem jutott ki             | 5.                        | 10                        | 3                         | 1                         | 6                         | 10                        | 19                        |
| 2022           | nem jutott ki             | nem jutott ki             | nem jutott ki             | nem jutott ki             | nem jutott ki             | nem jutott ki             | nem jutott ki             | nem jutott ki             | nem jutott ki             | 5.                        | 8                         | 0                         | 1                         | 7                         | 5                         | 18                        |
| 2026           | később                    | később                    | később                    | később                    | később                    | később                    | később                    | később                    | később                    | később                    | később                    | később                    | később                    | később                    | később                    | később                    |
| Összesen       |                           | 0/22                      | –                         | –                         | –                         | –                         | –                         | –                         | –                         | Összesen                  | 66                        | 7                         | 15                        | 44                        | 34                        | 122                       |

### Európa-bajnokság
Egészben vagy részben hazai rendezésű
| Európa-bajnokság | Európa-bajnokság          | Európa-bajnokság          | Európa-bajnokság          | Európa-bajnokság          | Európa-bajnokság          | Európa-bajnokság          | Európa-bajnokság          | Európa-bajnokság          | Európa-bajnokság          | Selejtezők                | Selejtezők                | Selejtezők                | Selejtezők                | Selejtezők                | Selejtezők                | Selejtezők                |
| Év               | Eredmény                  | H.                        | M                         | Gy                        | D                         | V                         | G+                        | G–                        | Keret                     | H.                        | M                         | Gy                        | D                         | V                         | G+                        | G–                        |
| ---------------- | ------------------------- | ------------------------- | ------------------------- | ------------------------- | ------------------------- | ------------------------- | ------------------------- | ------------------------- | ------------------------- | ------------------------- | ------------------------- | ------------------------- | ------------------------- | ------------------------- | ------------------------- | ------------------------- |
| 1960–1988        | A Szovjetunió része volt. | A Szovjetunió része volt. | A Szovjetunió része volt. | A Szovjetunió része volt. | A Szovjetunió része volt. | A Szovjetunió része volt. | A Szovjetunió része volt. | A Szovjetunió része volt. | A Szovjetunió része volt. | A Szovjetunió része volt. | A Szovjetunió része volt. | A Szovjetunió része volt. | A Szovjetunió része volt. | A Szovjetunió része volt. | A Szovjetunió része volt. | A Szovjetunió része volt. |
| A FÁK részeként  |                           |                           |                           |                           |                           |                           |                           |                           |                           |                           |                           |                           |                           |                           |                           |                           |
| 1992             | Csoportkör                | 8.                        | 3                         | 0                         | 2                         | 1                         | 1                         | 4                         | Keret                     | 3.                        | 8                         | 5                         | 3                         | 0                         | 13                        | 2                         |
| Azerbajdzsán     |                           |                           |                           |                           |                           |                           |                           |                           |                           |                           |                           |                           |                           |                           |                           |                           |
| 1996             | nem jutott ki             | nem jutott ki             | nem jutott ki             | nem jutott ki             | nem jutott ki             | nem jutott ki             | nem jutott ki             | nem jutott ki             | nem jutott ki             | 6.                        | 10                        | 0                         | 1                         | 9                         | 2                         | 29                        |
| 2000             | nem jutott ki             | nem jutott ki             | nem jutott ki             | nem jutott ki             | nem jutott ki             | nem jutott ki             | nem jutott ki             | nem jutott ki             | nem jutott ki             | 5.                        | 10                        | 1                         | 1                         | 8                         | 6                         | 26                        |
| 2004             | nem jutott ki             | nem jutott ki             | nem jutott ki             | nem jutott ki             | nem jutott ki             | nem jutott ki             | nem jutott ki             | nem jutott ki             | nem jutott ki             | 5.                        | 8                         | 1                         | 1                         | 6                         | 5                         | 20                        |
| 2008             | nem jutott ki             | nem jutott ki             | nem jutott ki             | nem jutott ki             | nem jutott ki             | nem jutott ki             | nem jutott ki             | nem jutott ki             | nem jutott ki             | 8.                        | 12                        | 1                         | 2                         | 9                         | 6                         | 28                        |
| 2012             | nem jutott ki             | nem jutott ki             | nem jutott ki             | nem jutott ki             | nem jutott ki             | nem jutott ki             | nem jutott ki             | nem jutott ki             | nem jutott ki             | 5.                        | 10                        | 2                         | 1                         | 7                         | 10                        | 26                        |
| 2016             | nem jutott ki             | nem jutott ki             | nem jutott ki             | nem jutott ki             | nem jutott ki             | nem jutott ki             | nem jutott ki             | nem jutott ki             | nem jutott ki             | 5.                        | 10                        | 1                         | 3                         | 6                         | 7                         | 18                        |
| 2020             | nem jutott ki             | nem jutott ki             | nem jutott ki             | nem jutott ki             | nem jutott ki             | nem jutott ki             | nem jutott ki             | nem jutott ki             | nem jutott ki             | 5.                        | 8                         | 0                         | 1                         | 7                         | 5                         | 18                        |
| 2024             | nem jutott ki             | nem jutott ki             | nem jutott ki             | nem jutott ki             | nem jutott ki             | nem jutott ki             | nem jutott ki             | nem jutott ki             | nem jutott ki             | 4.                        | 8                         | 2                         | 1                         | 5                         | 7                         | 17                        |
| Összesen         |                           | 0/8                       | –                         | –                         | –                         | –                         | –                         | –                         | –                         | Összesen                  | 69                        | 8                         | 11                        | 57                        | 48                        | 182                       |

### UEFA Nemzetek Ligája
| Csoportkör | Csoportkör | Csoportkör | Csoportkör | Csoportkör | Csoportkör | Csoportkör | Csoportkör | Csoportkör | Csoportkör | Csoportkör         | Csoportkör | Egyenes kieséses szakasz | Egyenes kieséses szakasz | Egyenes kieséses szakasz | Egyenes kieséses szakasz | Egyenes kieséses szakasz | Egyenes kieséses szakasz | Egyenes kieséses szakasz | Egyenes kieséses szakasz | Egyenes kieséses szakasz |
| Szezon     | Liga       | Csoport    | H          | M          | Gy         | D          | V          | G+         | G–         | Feljutás/kiesés    | Helyezés   | Év                       | Eredmény                 | M                        | Gy                       | D                        | V                        | G+                       | G–                       | Keret                    |
| ---------- | ---------- | ---------- | ---------- | ---------- | ---------- | ---------- | ---------- | ---------- | ---------- | ------------------ | ---------- | ------------------------ | ------------------------ | ------------------------ | ------------------------ | ------------------------ | ------------------------ | ------------------------ | ------------------------ | ------------------------ |
| 2018–19    | D          | 3.         | 2.         | 6          | 2          | 3          | 1          | 7          | 6          | (formátumváltozás) | 46.        | 2019                     | nem jutott be            | nem jutott be            | nem jutott be            | nem jutott be            | nem jutott be            | nem jutott be            | nem jutott be            | nem jutott be            |
| 2020–21    | C          | 1.         | 3.         | 6          | 1          | 3          | 2          | 2          | 4          | Állandó            | 43.        | 2021                     | nem jutott be            | nem jutott be            | nem jutott be            | nem jutott be            | nem jutott be            | nem jutott be            | nem jutott be            | nem jutott be            |
| 2022–23    | C          | 3.         | 2.         | 6          | 3          | 1          | 2          | 7          | 4          | Állandó            | 38.        | 2023                     | nem jutott be            | nem jutott be            | nem jutott be            | nem jutott be            | nem jutott be            | nem jutott be            | nem jutott be            | nem jutott be            |
| 2024–25    | C          |            |            |            |            |            |            |            |            |                    |            | 2025                     | nem jutott be            | nem jutott be            | nem jutott be            | nem jutott be            | nem jutott be            | nem jutott be            | nem jutott be            | nem jutott be            |
| Összesen   | Összesen   | Összesen   | Összesen   | 18         | 6          | 7          | 5          | 16         | 14         |                    |            |                          | 0/4                      | –                        | –                        | –                        | –                        | –                        | –                        |                          |

## Válogatottsági rekordok
Az adatok 2016. november 8. állapotoknak felelnek meg.
- A még aktív játékosok (Félkövérrel) vannak megjelölve.

### Legtöbb válogatottság
| #  | Játékos         | Időszak   | Vál. | Gól |
| -- | --------------- | --------- | ---- | --- |
| 1  | Rashad Sadygov  | 2001–     | 105  | 4   |
| 2  | Aslan Kerimov   | 1994–2008 | 80   | 1   |
| 3  | Mahir Shukurov  | 2004–2015 | 76   | 4   |
| 4  | Tarlan Ahmadov  | 1992–2005 | 74   | 0   |
| 5  | Mahmud Gurbanov | 1994–2008 | 72   | 1   |
| 6  | Gurban Gurbanov | 1992–2005 | 68   | 14  |
| 7  | Emin Agayev     | 1992–2005 | 65   | 1   |
| 8  | Kamran Aghayev  | 2008–     | 64   | 0   |
| 9  | Vüqar Nadirov   | 2004–     | 61   | 4   |
| 10 | Vagif Javadov   | 2006–     | 58   | 9   |

### Legtöbb gólt szerző játékosok
| # | Játékos           | Időszak   | Vál. | Gól |
| - | ----------------- | --------- | ---- | --- |
| 1 | Gurban Gurbanov   | 1992–2005 | 68   | 14  |
| 2 | Vagif Javadov     | 2006–     | 58   | 9   |
| 3 | Rauf Aliyev       | 2010–     | 44   | 7   |
| 3 | Branimir Subašić  | 2007–2013 | 40   | 7   |
| 3 | Elvin Mammadov    | 2008–     | 37   | 7   |
| 6 | Zaur Tagizade     | 1997–2008 | 40   | 6   |
| 7 | Vidadi Rzayev     | 1992–2001 | 37   | 5   |
| 7 | Farrukh Ismayilov | 1998–2007 | 35   | 5   |
| 7 | Nazim Suleymanov  | 1992–1998 | 24   | 5   |
| 7 | Dimitrij Nazarov  | 2014–     | 22   | 5   |

### Ismert játékosok
- Emin Agajev
- Gurban Gurbanov